# Jean-Baptiste Pierazzi
Jean-Baptiste Pierazzi, né le 17 juin 1985 à Ajaccio, est un ancien footballeur français jouant au poste de milieu de terrain. Il est actuellement entraineur adjoint au Valour FC en D1 Canadiennne.

## Biographie

### En club

#### AC Ajaccio
Jean-Baptiste commence sa carrière professionnelle lors de la saison 2006-2007, lancé par l'entraineur Rudi Krol. Il fit cette saison la 25 apparitions en Ligue 2. Il confirma la saison suivante en devenant un titulaire sous l'ère Gernot Rohr avec 30 apparitions, mais il se blesse la saison suivante et ne joue que 7 petits matchs cette année-là. Il revient peu à peu lors de la saison 2009-2010 avec 17 matchs joués. Les deux saisons suivantes, il confirme son statut en disputant 33 et 34 rencontres avec la montée au printemps 2011 en tant que capitaine de l'ACA. Pour sa première saison dans l'élite à 26 ans il demeure toujours aussi régulier avec 34 apparitions. Le départ de son mentor Olivier Pantaloni qui l'avait fait capitaine coïncide avec des prestations en demi-teinte sous l'ère Alex Dupont qui ne lui fait guère confiance. Il joue un peu plus sous Albert Emon sans retrouver une place de titulaire indiscutable il finira la saison avec 18 apparitions.

#### Earthquakes de San José

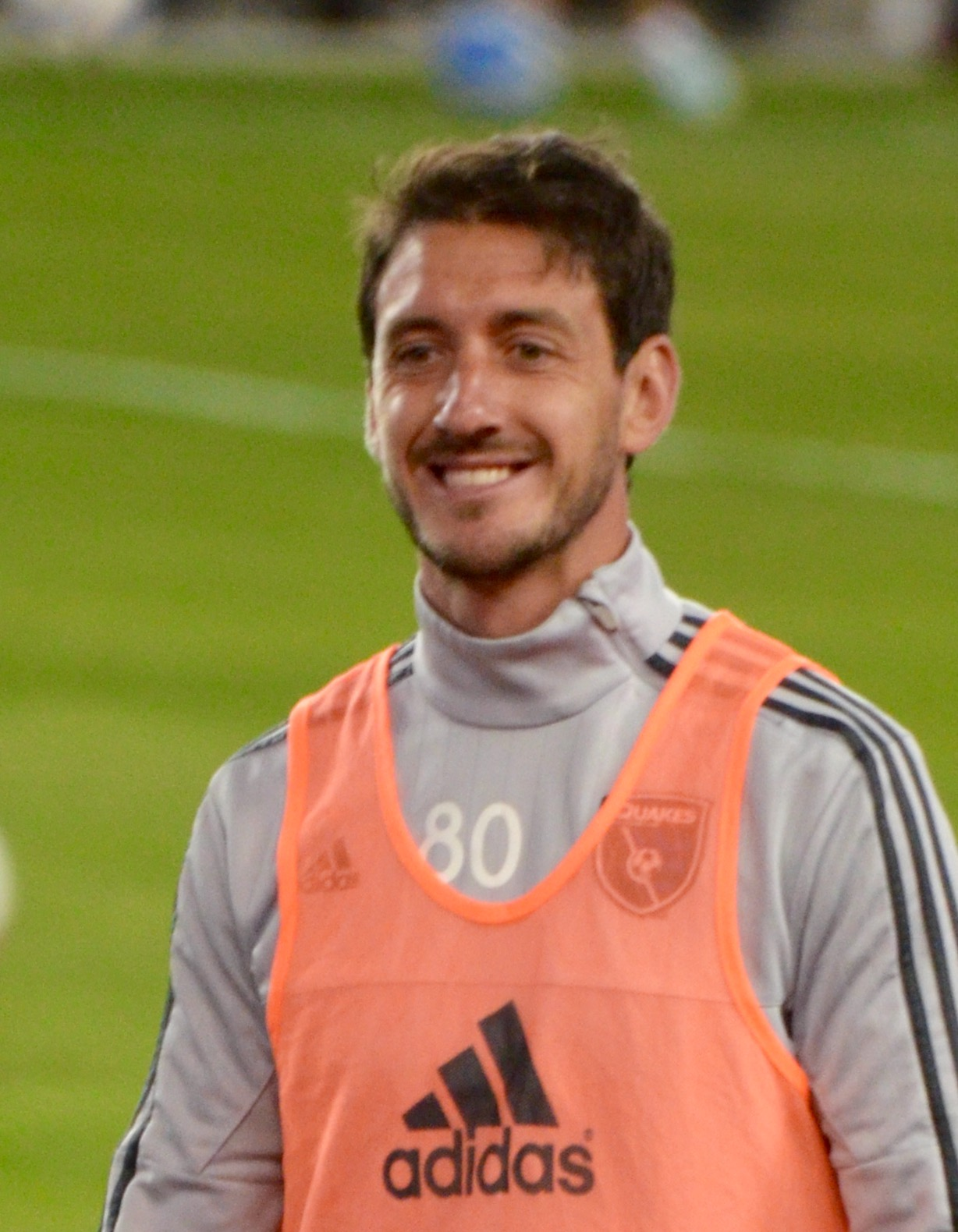
Jean-Baptiste Pierazzi.

Attiré par les États-Unis depuis son enfance, il décide de prendre des cours d'anglais afin de traverser l'Atlantique pour rejoindre la Major League Soccer. Le 6 février 2014, Pierazzi quitte son club formateur et son île natale pour rejoindre la Californie et les Earthquakes de San José en banlieue de San Francisco, en MLS. Il sera resté dix-sept ans et demi à l'ACA.
Il dispute son premier match sous le maillot des Quakes le 12 mars 2014 face à Toluca en Ligue des champions, lors d'un match nul 1-1. Il inscrit son premier but en MLS le 31 mai 2014, face au FC Dallas, d'une frappe de 35 mètres qui offre les trois points à son équipe.

#### Paris FC
A l'été 2016, il s'engage pour une saison avec le Paris FC, où il décide de porter le numéro 28. Au total, il joue 32 matchs (sur 34 possibles) dans la saison en National, avec un total de 2 buts. Il joue également les 3 matchs de Coupe de la Ligue avec son club. Très apprécié des supporters pour ses prestations remarquables, apportant de la stabilité au milieu de terrain, il est élu plusieurs fois dans l'année "Joueur du mois". Il est donc logiquement nommé pour être élu "Joueur de l'année 2016/2017 du Paris FC". 
C'est finalement Eden Massouema qui remporte ce trophée.

#### Alki Oroklini
En juin 2017, il s'engage pour une durée inconnue avec le Alki Oroklini qui vient d'être promu en première division chypriote. Il dispute son premier match le 19 août 2017 face à Ethnikos Achna (victoire 1-0). Il marque son unique but le 16 avril 2018 lors d'une défaite 3-2 contre l'Ermís Aradíppou. Après un maintien obtenu de justesse, il quitte le club.

#### GFC Ajaccio
Le 8 juin 2018, il revient en Corse et à Ajaccio mais du côté du GFC Ajaccio. Il s'engage pour une année plus une en option. Pour son premier match le 27 juillet 2018, il porte le brassard de capitaine. Le GFC Ajaccio concède le match nul 1-1 face au Paris FC. Malgré la relégation en National 1 via les barrages en fin de saison, il décide de rester au club. La saison 2019-2020 est également compliquée pour le club. Au moment de l'arrêt des championnats dû à la pandémie de Covid-19 l'équipe est avant-dernière, position synonyme de relégation en National 2. Il décide donc de ne pas prolonger son contrat.

#### Olympias Lympion
Le 10 septembre 2020, il s'engage librement avec l'Olympias Lympion en troisième division chypriote. Il dispute son premier match neuf jours plus tard contre l'ENAD Polis Chrysochous (0-0). C'est le 23 décembre suivant qu'il inscrit son premier but au cours d'une victoire 5-1 face à l'Elpida Astromeriti.

### En sélection
Le 19 mai 2010, il honore sa première sélection avec la Corse face à la Bretagne (victoire 2-0).

## Palmarès
En mai 2010 il remporte la Corsica Football Cup avec la Corse.